# NGC 7443
NGC 7443 is een spiraalvormig sterrenstelsel in het sterrenbeeld Waterman. Het hemelobject werd op 3 oktober 1785 ontdekt door de Duits-Britse astronoom William Herschel.

## Synoniemen
- MCG -2-58-15
- PGC 70218